# 广州中央海航酒店
广州中央海航酒店原称中央酒店，位于中国广州市机场路33号，是一家四星级酒店。
1986年9月由广东省华兴实业公司与香港旺誉有限公司合作创办，当时又称“廣州國際科技貿易展覽交流中心”。2006年7月重新装修。有231间客房、会议室、宴会厅、展览馆、办公室、健身房等设施。 
中央海航酒店于2013年年中进行拆除，并于2013年底拆除完毕。